# Municipio de Malinaltepec
El municipio de Malinaltepec es un municipio del estado mexicano de Guerrero. Según el censo de 2020, tiene una población de 29 625 habitantes.
Ubicado al oriente de este, forma parte de la región de La Montaña y su cabecera municipal es la población de Malinaltepec.

## Geografía

### Localización y extensión
El municipio de Malinaltepec se localiza al oriente del estado de Guerrero, en la región geoeconómica de  La Montaña. Las coordenadas geográficas en las que se ubica son: entre los 16º57’ y 17º24’de latitud norte y entre los 98°39’ y 98°30’ de longitud oeste con relación al meridiano de Greenwich.
Malinaltepec tiene una extensión territorial total de 479,85 km². Sus colindancias territoriales son al norte con los municipios de Copanatoyac y Atlamajalcingo del Monte; al sur con San Luis Acatlán e Iliatenco; al oeste con Tlacoapa y San Luis Acatlán; y al este con Metlatónoc y Atlamajalcingo del Monte.

### Orografía e hidrografía
Malinaltepec, al igual que una gran cantidad de municipios en La Montaña, se localiza en un área muy accidentada y sus alturas varían entre los 1.000 y los 3.000 metros sobre el nivel del mar. Las zonas con más de relieves de tipo accidentado se hallan al norte del territorio y cubren un 70% de él; se distinguen en esta área los cerros de Zopitepec, la Luciérnaga, Iliatenco, Santiago, Soledad, Telpezahuac de las Hierbas y Cenizas, entre otros más. Un 15% del territorio municipal lo abarcan las zonas semiplanas y otro 15% las zonas planas. La población de Malinaltepec, cabecera municipal, se ubica a una altura considerable de 1.510 metros sobre el nivel del mar, mientras que la comunidad de La Canoa es el sitio con más altura en el municipio, estando situada a 2.130 m s. n. m., y El Rincón el de menos, al estar a 600 m s. n. m.
El territorio municipal se sitúa casi en su totalidad dentro en la región hidrológica de Costa Chica-Río Verde, siendo sus principales recursos hídricos las cuencas de los ríos Papagayo (Norponiente), Ometepec o Grande (Oriente y Sur), Nexpa y otros (Surponiente). Otra muy pequeña porción del norte del territorio lo conforma región hidrológica del Balsas y su principal recurso hídrico en esa zona es la cuenca del río Tlapaneco. Otros recursos hídrológicos en el municipio son el río Malinaltepec y los arroyos Grande, Hondo, San Pedro, Rincón, Capulín, Iliate, Toronja, Víbora y Oxtocamac, Bandido, entre otros más.

### Climatología
Dentro del territorio del municipio se desarrollan tres diferentes tipos de clima, según la altura. Hacia las zonas norte y centro se da el Templado subhúmedo con lluvias en verano siendo ésta el área donde hay más altitud, otro es tipo de clima en el territorio es el Semicálido subhúmedo con lluvias en verano que abunda también en partes centrales y del norte. En las porciones del sur y poniente del municipio abunda el Cálido Subhúmedo con lluvias en verano, siendo ésta el área con menor altitud. El régimen de lluvias en Malinaltepec es muy alto, pues en la zona oriente y centro, las precipitaciones llegan a alcanzar los 2.500 mm  promedio anual, mientras que hacia el sur, poniente y norte, se manifiestan en los 2000 mm y hacia el norte en los 1.500 mm. También predominan los vientos en la región, la dirección de estos en relación con cada estación son: de sur a este en primavera, de sur a suroeste en otoño, de sur a norte en verano y en invierno de sur a suroeste. La temperatura media anual promedio en el municipio varía según la situación; la predominante oscila entre los 22 y 26 °C que se da en las zonas oriente y sur del territorio, en la zona centro-norte y norte se registran temperaturas que pueden variar entre los 14 hasta los 22 °C.

### Vegetación y ecosistemas
El municipio de Malinaltepec se encuentra cubierto en su totalidad por bosques, que pueden incluir pinos, encino, bosque de montaña y templado. Algunas pequeñas porciones del sur del territorio pueden diferir en Selva Baja Caducifolia.
La fauna que abunda en Malinaltepec se compone por diversas especies como el venado, gato montés, tigrillo, armadillo, conejo, puma, lobo, coyote, zorro, tejón, tlacuache, murciélago, águila, gavilán, picaflor, carpintero, escorpión, paloma, zopilote, iguana, entre otros más.

## Educación

### Educación Superior
En el municipio se encuentra la sede principal de la Universidad Intercultural del Estado de Guerrero, cuyas instalaciones se hallan sobre la carretera Tlapa-Marquelia km 54, en La Ciénega. En esta universidad se imparten cinco licenciaturas:
- Licenciatura en Gestión Local y Gobierno Municipal
- Licenciatura en Desarrollo Sustentable
- Licenciatura en Lengua y Cultura
- Licenciatura en Turismo Alternativo
- Ingeniería Forestal

Esta institución cuenta también con extensiones en Ayutla de los Libres y en Atliaca.

## Demografía
Según los resultados del censo del año 2020 publicados por el Instituto Nacional de Estadística y Geografía (INEGI), el municipio de Malinaltepec tiene un total de 29.625 habitantes. El municipio tiene un total de 104 localidades incluida la cabecera municipal. De ellas, ninguna supera los 2 500 habitantes.

### Localidades
En el censo de 2020 el municipio de Malinaltepec contaba con 134 localidades.
| Código INEGI      | Localidad                  | Población (2020) |
| ----------------- | -------------------------- | ---------------- |
| 120410001         | Malinaltepec               | 1 371            |
| 120410014         | Paraje Montero de Zaragoza | 1 200            |
| 120410004         | Colombia de Guadalupe      | 1 165            |
| 120410023         | El Tejocote                | 1 088            |
| Otras localidades | Otras localidades          | 24 801           |
| Total municipal   | Total municipal            | 29 625           |

## Política y gobierno

### Administración municipal
El gobierno municipal de Malinaltepec lo compone un ayuntamiento, que es el órgano encargado de la administración municipal. Dicho ayuntamiento lo conforma un presidente municipal, y un cabildo que a su vez es compuesto por un síndico procurador, tres regidores de mayoría relativa y dos más por representación proporcional. Todos sus integrantes son electos democráticamente mediante una planilla única para un periodo de tres años no renovables para el periodo inmediato por los pobladores que residen en el territorio municipal; las elecciones se celebran el primer domingo del mes de octubre y el ayuntamiento entra a ejercer su cargo el día 1 de enero del año de posterior a la elección.

### Representación legislativa
Para la elección de los diputados locales al Congreso de Guerrero y de los diputados federales a la Cámara de Diputados de México, Malinaltepec se encuentra integrado en los siguientes distritos electorales:
Local:
- XXVIII Distrito Electoral Local de Guerrero con cabecera en la población de Tlapa de Comonfort.[16]

Federal:
- V Distrito Electoral Federal de Guerrero con cabecera en la población de Tlapa de Comonfort.[17]

### Cronología de presidentes municipales
| Período                                  | Presidente municipal |
| ---------------------------------------- | -------------------- |
| Francisco Peláez Sánchez (PRI)           | 1972-1974            |
| Silvino Tito Morán (PRI)                 | 1975-1977            |
| Fidel Cantú Feliciano (PRI)              | 1978-1980            |
| Romualdo Carrasco Sánchez (PRI)          | 1981-1983            |
| Norberto López Santillán (PRI)           | 1984-1986            |
| Otilio Ruíz Galeana (PRI)                | 1987-1990            |
| Arturo Flores Galeana (PRD)              | 1991-1993            |
| Guadalupe Valentino López Carrasco (PRD) | 1994-1996            |
| Melquiades Gregorio Ramírez Ávila (PRD)  | 1997-1999            |
| Teodoro Tomás Galeana (PRD)              | 1999-2002            |
| Apolonio Cruz Rosas (PRD)                | 2002-2005            |
| Zótico Jerónimo García (PRD)             | 2005-2008            |
| Vicente López Carrasco (PRI)             | 2009-2012            |
| Aristóteles Tito Arroyo (PRD)            | 2012-2015            |
| Sebastián Ramírez Hernández (PT)         | 2015-2018            |
| Abel Bruno Arriaga (MORENA)              | 2018-2021            |
| Acasio Flores Guerrero (PES)             | 2021-2024            |
| Jhon Navarro Mateos (PT)                 | 2024-2027            |